# Les Belles du Swing
Les Belles du Swing ist eine Swingband aus Berlin. Das Sextett kombiniert Swing im Stile der 1920er bis 1950er Jahre mit Unterhaltung und zeitgemäßen Songtexten in deutscher Sprache.

## Beschreibung
Gegründet wurde die Swingband im Jahr 2005 von der Pianistin Doro Gehr und der Gitarristin Silke Fell. Die Bassistin Maike Scheel ist seit diesem Zeitpunkt festes Mitglied der Band. Im Jahr 2006 kam die Sängerin Katharina Gade dazu und 2009 die Saxofonistin Miriam Siebenstädt und die Schlagzeugerin Lizzy Scharnofske. 2014 verließ Katharina Gade die Band. Seitdem gibt es in der Band zwei Sängerinnen: Barbara Klehr und Katja Katsuba. Am Saxofon und Klarinette spielt seit 2017 temporär der englische Saxofonist und Klarinettist James Scannell. 2018 änderte sich nochmalig die Besetzung der Band. Mit Sophie Decker kam eine zweite Gitarre dazu. Sie spielt die klassische Gypsy-Rhythmusgitarre und ersetzt Scharnofske am Schlagzeug.
Die Band spielt lässigen Swing mit deutschen Texten, dreistimmig gesungen, viele eigene Kompositionen und erweist ihre Reverenz an das Lebensgefühl des Swing.
Swing-Klassiker der 1920er, 1930er und 1940er Jahre werden zeitgemäß adaptiert mit Jazzimprovisation und eigenen, neuen Songtexten interpretiert. Der musikalische Schwerpunkt der Band ist der europäische Swing, besonders der französischen Swing und der Jazz der Sinti, Gypsy-Swing genannt, nicht der populäre amerikanische Swing der 1920er bis 1950er Jahre.
Seit 2017 spielt die Band auch verstärkt reine Instrumentalkonzerte im Stil des Swing Manouche – wie Gypsyswing auch genannt wird – in der „klassischen“ Besetzung mit zwei Gypsygitarren. Stücke von Django Reinhardt über Swingklassiker von Benny Goodman bis hin zu entsprechend adaptierten Popsongs.
Während der Zeit des Dritten Reiches waren Swing und Jazz als entartete Kunst verfemt, was die kulturelle Entwicklung unterbrach. Les Belles du Swing knüpfen an den französischen Swing der Tradition des Hot Club de France aus dem Paris der 1930er Jahre an, entwickeln ihn weiter und kombinieren ihn mit Elementen aus Chanson, Pop und Modern Jazz.

## Auszeichnungen
- 1989: Deutscher Kleinkunstpreis (D. Gehr) Theater Wilde Mischung
- 2005: Eigenkompositions-Preis Kultursenat Berlin (M. Scheel)
- 2006: Publikumspreis beim Jazz & Blues Award
- 2006: Studiopreis des Berliner Kultursenats
- 2008: TOP-Musiker-Link „Your Music and More“[1]
- 2009: Sonderpreis für junge Songpoeten, Hanns Seidel-Stiftung, Bayerischer Rundfunk
- 2009: Nominierung Internationaler Show Preis
- 2011: Auszeichnung als beste Damenswingband
- 2015: Nominierung „Beste Swingband“
- 2018: „Esprit der Weihnacht“ ausgezeichnet als beste Weihnachts-CD

## Tourneen
- Abu Dhabi, Vereinigte Arabische Emirate
- Marokko
- Italien
- Schweden, u. a. Hällevik Jazzfest
- Peking, China (Doro Gehr)
- Montreux, Schweizer Jazzfestival (Maike Scheel)
- Wien: Künstlerhaustheater und Hofburg
- London: Drill Hall Arts Center (Doro Gehr)
- Basel: Les Trois Rois / Rialto / Lions Club
- Amsterdam: Theater Carré (Silke Fell)
- Peking: Internationales Popmusikfestival